# Musiksoziologie
Die Musiksoziologie ist eine Wissenschaft, die sich mit sozialen Aspekten der Musik beschäftigt. Sie zählt zu den Disziplinen der Systematischen Musikwissenschaft, andererseits ist sie eine spezielle Soziologie. Sie forscht im Austausch mit zahlreichen anderen Fachgebieten. Die Musiksoziologie ist im Vergleich zu anderen Wissenschaften ein recht junges Arbeitsgebiet.

## Forschung

### Themen
Die Musiksoziologie untersucht das Bezugsfeld von Musik und Gesellschaft. Dazu zählen unter anderem Entstehungsbedingungen, Ausübung, Rezeption und Wirkung der Musik in der Gesellschaft. Dies betrifft insbesondere die Struktur und Funktion der für den Musikbetrieb relevanten Institutionen (zum Beispiel Oper, Konzert, Massenmedien) und die Funktionen oder die symbolischen Bedeutungen von Musik in unterschiedlichen Sozialgruppen, Zeiten und Gesellschaftsformen. Darüber hinaus werden die Schichten- und Geschlechtszugehörigkeit, Arbeitsverhältnisse und Organisationsformen von Musikern (einschließlich Komponisten) oder Musikvermittlern (Kritiker, Agenten und Funktionäre) untersucht, nicht zuletzt auch die soziale Zusammensetzung, das Verhalten und der Geschmack des Publikums.

### Einordnung als Disziplin
Die Musiksoziologie wird von Musikwissenschaftlern als eigenständige Disziplin innerhalb der Systematischen Musikwissenschaft angesehen. Soziologen hingegen sehen sie als einen Teil der Soziologie, bei der es um die Musik geht.
Auch über Schwesterdisziplinen kann Zugang zur Musiksoziologie gefunden werden. Beispiele sind die Historische Musikwissenschaft, Musikpsychologie, Musiktheorie, Musikästhetik, Musikpädagogik und die Musikethnologie. Die Musiksoziologie kann Anregungen zum Beispiel aus anderen Feldern der Soziologie oder aus der Verhaltensforschung aufnehmen. Durch die Zusammenarbeit mit verschiedenen anderen Disziplinen entsteht eine „komplexe Musiksoziologie“. Andererseits gibt es eine „autonome Musiksoziologie“ mit Themen, die nicht von anderen Wissenschaften behandelt werden.

## Geschichte
1921, ein Jahr nach Max Webers Tod, wurde dessen Schrift Die rationalen und soziologischen Grundlagen der Musik veröffentlicht, eine Sammlung von Notizen und Ideen, die der berühmte Soziologe bereits 1912/13 geschrieben hatte. Weber versuchte, Musikwerke soziologisch zu interpretieren, einen musikalisch-sozialen Zusammenhang darzustellen und das Spezifische der europäischen Kulturgeschichte herauszuarbeiten. Dabei versuchte er musikwissenschaftliche und soziologische Methoden zu verbinden.
Von Max Weber inspiriert, entwarf Kurt Blaukopf 1938 eine Schrift zur Musiksoziologie, die aber erst 1950 in der Schweiz erschien. 1965 gründete er das Institut für Musiksoziologie in Wien. Er gilt heute als Begründer der „Wiener Schule“ der Musiksoziologie. Er vertrat einen multidisziplinäre Herangehensweise und bezog beispielsweise Aspekte der Raumakustik und die Rolle der Medien in seine Musiksoziologie ein.
Alphons Silbermann gilt als einer der Begründer der empirischen Musiksoziologie. 1957 formulierte er das „Ideal einer praktisch verwertbaren Soziologie“. Im Musik-Band des Fischer Lexikons (1957) gab es keinen Artikel zur Musiksoziologie. Stattdessen stellte Silbermann seine Grundgedanken im Soziologie-Band des Fischer Lexikons unter dem Stichwort Kunst vor.
Zu den Pionieren der Musiksoziologie zählt auch Hans Engel, der 1960 ein Werk mit dem Titel Musik und Gesellschaft: Bausteine zu einer Musiksoziologie veröffentlichte.
Theodor W. Adorno vertrat einen erkenntnistheoretischen Ansatz. Er interessierte sich wie Max Weber für den „sozialen Gehalt“ von Kompositionen. Er war der Meinung, die soziologische Interpretation von Musikwerken solle sich auf die „große“, autonome Musik beziehen. Bei simpler, regressiver, „nichtiger“ Musik wie Schlagern hielt er sie für fragwürdig, obwohl ihm bewusst war, dass Schlager beliebter sind als Kunstmusik. Der Glaube, hochrangige Musik angemessen soziologisch interpretieren zu können, ging ihm allerdings verloren. Er war enttäuscht darüber, dass sich die Musiksoziologie nicht als neue musikwissenschaftliche Universaldisziplin etablieren ließ. Adorno war ein prominenter Vertreter der „Kritischen Musiksoziologie“, die Selbstreflexion, Selbstkritik und eine Erneuerung forderte und ein übersichtliches Strukturmodell anbieten wollte. Er wurde mit seiner engagierten Kulturkritik bekannt und verhalf auch der Musiksoziologie zu einer gewissen Popularität.
Der Positivismusstreit der 1960er Jahre war eine Auseinandersetzung in den Sozialwissenschaften, bei der es um Fragen der Erkenntnistheorie und der richtigen Methodik ging. Er berührte auch die Musiksoziologie. Hier standen sich vor allem der Theoretiker Adorno aus der „Frankfurter Schule“ und der Empiriker Silbermann mit seiner „Kölner Schule“ der Soziologie gegenüber.
Die Musiksoziologie entstand in der Zeit einer „industriellen Revolution“ der Musik. Seit dem Ende des 19. Jahrhunderts wurden immer neue Tonträger erfunden (Schallplatte, Tonbandgerät, Kassettenrekorder), was zu einer gigantischen Ausweitung der Musikproduktion führte. Zusätzlich wurden durch den Hörfunk und später das Fernsehen breiteste Hörerschichten angesprochen und gewonnen. Die Musikproduktion wurde eine bedeutende Branche der Wirtschaft. Der technische Fortschritt veränderte die Produktionsbedingungen und die Rezeption der Musik. Kurt Blaukopf prägte dafür den Begriff „Mediamorphose“. Die Musiksoziologie war aufgefordert, Stellung zu nehmen und Orientierung zu bieten. Sie sollte sich nun auch den Tagesproblemen stellen und Zukunftsprognosen wagen. Musiksoziologen halfen zum Beispiel Programmverantwortlichen, auf Wünsche und Bedürfnisse der Hörer einzugehen.
Tibor Kneif unterschied 1971 zwei Richtungen der Musiksoziologie. Auf der einen Seite eine spezielle Soziologie, die sich mit dem Musikleben in der Gesellschaft beschäftigt. Auf der anderen Seite eine Hilfswissenschaft der Historischen Musikwissenschaft, die zum gründlicheren Verstehen von Musik und Musikgeschichte beitragen sollte.
In der Deutschen Gesellschaft für Soziologie (DGS) wurde 2004 eine AG Musiksoziologie in der Sektion Kultursoziologie gegründet. Bis zum Jahr 2010  fanden einige Treffen statt.